# Komponistinnen gestern-heute
Das Internationale Festival Komponistinnen gestern-heute in Heidelberg wurde 1987 zum ersten Mal durchgeführt. Träger war das von der Sängerin Roswitha Sperber 1987 gründete  Kulturinstitut Komponistinnen gestern-heute mit Sitz in Heidelberg, das sich die Förderung der Frau in der Musik zur Aufgabe gemacht hatte und durch Aufführungen von Kompositionen von Frauen aus allen Jahrhunderten auf weibliche Tonschöpfer aufmerksam machte. Hierzu diente das Festival, dem sich ein eigenes Festival-Ensemble anschloss. Die Veranstaltungen wurden von der Stadt Heidelberg und fünf Jahre nach der Premiere auch vom Land Baden-Württemberg und projektbezogen von der Bundesregierung finanziert.

## Geschichte
In den Anfangsjahren standen neben historischen Persönlichkeiten (Fanny Hensel-Mendelssohn, Clara Schumann, Lili Boulanger u. a.) zeitgenössische Komponistinnen v. a. aus dem damaligen „Ostblock“ im Zentrum des Festivals. So gastierten aus der Sowjetunion Sofia Gubaidulina, Galina Ustwolskaja, Jelena Firssowa oder Firəngiz Əlizadə, aus Rumänien Myriam Marbe, Violeta Dinescu oder Adriana Hölszky, aus der Tschechoslowakei Ivana Loudová und aus der DDR Ruth Zechlin und Annette Schlünz in Heidelberg und wurden hier nicht nur aufgeführt, sondern erhielten auch Kompositionsaufträge. Daneben waren aus den USA Ruth Schonthal und Gloria Coates oder aus Korea Younghi Pagh-Paan hier jeweils mehrfach zu Gast.
In den 1990er Jahren erfolgte eine Umbenennung des Festivals in Gegenwelten – Internationales Festival für Neue Musik. Der Schwerpunkt hatte sich schon Ende der 1980er Jahre auf die zeitgenössische Musik vor allem (nicht ausschließlich) von Frauen verlagert und vergab ab 1987 jährlich den Heidelberger Künstlerinnenpreis, der ebenfalls von Roswitha Sperber, auf Initiative der Landesregierung, gegründet wurde. Von 1991 bis 2000 vergab die Stadt Heidelberg den Preis im Rahmen eines Festival Konzertes. Das Kulturinstitut konnte in Verbindung mit dem Musikwissenschaftlichen Institut der Heidelberger Universität zahlreiche Forschungsbeiträge zum Thema Frau und Musik erarbeiten und publizieren. Die Festival-Gründerin Roswitha Sperber erhielt im Jahr 2000 für ihre Aktivitäten das Bundesverdienstkreuz am Bande.
Von 2002 bis 2005 wurde das Gegenwelten-Festival von der Kulturstiftung Rhein-Neckar in Zusammenarbeit mit der Staatlichen Hochschule für Musik und Darstellende Kunst Mannheim veranstaltet, verteilt zwischen Neckargemünd-Dilsberg, Heidelberg und Mannheim, hatte sich das Festival um den Bereich Jazz und Weltmusik thematisch erweitert. Der Heidelberger Künstlerinnenpreis erhielt den Zusatz Rhein-Neckar und wurde von der Kulturstiftung Rhein-Neckar unter Vorsitz des Landrates vergeben. 2007 brachte Roswitha Sperber den Preis nach Heidelberg zurück. Seither wird der Heidelberger Künstlerinnenpreis im Rahmen eines Philharmonischen Konzertes des Theaters und Orchesters der Stadt Heidelberg vom Oberbürgermeister, der auch Vorsitzender der Jury ist, verliehen, Der Preis erhielt den Zusatz Musikpreis der Stadt Heidelberg. Seit 2007 ist der Deutschlandfunk fester Medienpartner des Konzertes für die Preisträgerinnen.

## Liste der Preisträgerinnen
- 1987: Myriam Marbe
- 1990: Adriana Hölszky
- 1991: Sofia Gubaidulina
- 1992: Galina Ustwolskaja
- 1993: Ivana Loudová
- 1994: Ruth Schonthal
- 1995: Younghi Pagh-Paan
- 1996: Ruth Zechlin
- 1997: Babette Koblenz
- 1998: Annette Schlünz
- 1999: Christina Kubisch
- 2000: Elżbieta Sikora
- 2002: Olga Magidenko
- 2003: Carolyn Breuer
- 2005: Roswitha Sperber
- 2007: Unsuk Chin
- 2008: Olga Neuwirth
- 2009: Kaija Saariaho
- 2010: Misato Mochizuki
- 2011: Isabel Mundry
- 2012: Jamilia Jazylbekova
- 2013: Maria Panayotova
- 2014: Lucia Ronchetti
- 2015: Iris ter Schiphorst
- 2016: Chaya Czernowin
- 2017: Ying Wang[2]
- 2018: Zeynep Gedizlioğlu[3]
- 2019: Elena Mendoza[2]
- 2020: Bettina Skrzypczak
- 2021: Karola Obermüller[2]
- 2022: Lisa Streich
- 2023: Farzia Fallah
- 2024: Kathrin A. Denner

## Publikationen
- Russische Avantgarde, Musikavantgarde im Osten Europas. Dokumentation, Kongressbericht. Hrsg.: Roswitha Sperber, Kulturinstitut Komponistinnen gestern-heute, Heidelberg 1992.
- Internationale Musik-Festivals Heidelberg 1991 und 1992. Hrsg. Roswitha Sperber, Kulturinstitut Komponistinnen Gestern-Heute, Boosey & Hawkes, London 1992.
- Gegenwelten. 10 Jahre Internationales Festival für neue Musik. 10 Jahre Kulturinstitut Komponistinnen Heidelberg.10 Jahre Heidelberger Festival Ensemble. Eine Dokumentation. Hrsg.: Roswitha Sperber, Wolke Verlag, Hofheim 1997, ISBN 3-923997-75-2.
- Visionen – Aufbrüche, der Weg ins 21. Jahrhundert 25 Jahre Heidelberger Künstlerinnenpreis – Musikpreis der Stadt Heidelberg. Hrsg. Roswitha Sperber, Theater und Orchester Heidelberg, Verlag Das Wunderhorn, 2012, ISBN 978-3-88423-396-2.